# Insieme
«Insieme» (с итал. — «Вместе») — песня итальянской певицы Мины, выпущенная PDU в мае 1970 года в качестве ведущего сингла с её студийного альбома …quando tu mi spiavi in cima a un batticuore…. Песня стала одной из самых успешных для Мины.
Текст к этой песне написал Могол, тогда же он написал песню «Fiori rosa fiori di pesco». Последняя была подарена Лучо Баттисти, а эта была подарена Мине по случаю её тридцатилетия. Баттисти также написал музыку для «Insieme».
Сингл дебютировал на двадцать четвертой позиции в итальянском чарте синглов и достиг второго места через двенадцать недель, затем оставался в тройке лидеров еще девять недель. В общей сложности он продержался в чарте тридцать недель .
Мина также записала испанскую версию под названием «Juntos», текст которой был адаптирован Хулио Сезаром. Эта версия была выпущена как сингл в Латинской Америке, намного позже песня была выпущена в Италии в сборниках Colección latina (2001) и Yo soy Mina (2011).
Би-сайдом была «Viva lei», написанная Паоло Лимити и Марио Нобиле и впервые выпущенная в 1998 году на альбоме Studio Collection.

## Список композиций
7"-сингл
A. «Insieme» — 4:06
B. «Viva lei» (Паоло Лимити, Марио Нобиле) — 3:18

## Чарты
| Чарт (1970)                         | Высшая позиция |
| ----------------------------------- | -------------- |
| Италия (Discografia internazionale) | 1              |
| Италия (Musica e dischi)            | 2              |